# Hans-Georg Gradl
Hans-Georg Gradl (* 10. August 1973 in Eschenbach in der Oberpfalz) ist ein deutscher römisch-katholischer Theologe.

## Leben
Er besuchte von 1984 bis 1993 das Augustinus-Gymnasium Weiden. Er studierte von 1993 bis 1995 katholische Theologie an der Universität Regensburg und setzte von 1995 bis 1998 das philosophische und theologische Grundstudium an der Pontificia Università Gregoriana fort, wo er von 1999 bis 2001	ein Lizenziatsstudium der Biblischen Theologie machte. Ein Pastoraljahr absolvierte er von 1998 bis 1999 in der Diözese Regensburg. In der Amerikanischen Nationalgemeinde Santa Susanna (Rom) war er von 1999 bis 2005 in der Seelsorgsmithilfe und katechetisch tätig. Nach dem Promotionsstudium (2001–2004) an der Pontificia Università Gregoriana bei Johannes Beutler SJ und der Promotion zum Dr. theol. hatte er im Sommersemester 2007 einen Lehrauftrag an der Kath.-Theol. Fakultät der Universität Augsburg. Nach der Priesterweihe in Sant’Ignazio di Loyola in Campo Marzio am 10. Oktober 2000 war er von 2005 bis 2009 in der Seelsorgsmithilfe im Pfarrverband St. Clemens-St. Vinzenz in München tätig. Das Habilitationsstudium (2007–2012) zum Thema: Die Johannes-Offenbarung als Buch an der Universität München bei Knut Backhaus, Gerd Häfner und Martin Hose schloss er am 18. Juni 2013 mit der Habilitation im Fach Neutestamentliche Exegese ab. Am 1. Oktober 2009 wurde er zum Verwalter des Lehrstuhls für Exegese des Neuen Testaments an der Theologischen Fakultät Trier ernannt, wo er seit 1. Juli 2013 ordentlicher Professor für Exegese des Neuen Testaments ist. Von 1. Juni 2013 bis 31. Mai 2018 war er zudem Direktor des Emil-Frank-Instituts an der Universität Trier und an der Theologischen Fakultät Trier.
Seine Forschungsschwerpunkte sind lukanisches Doppelwerk, frühjüdische und urchristliche Apokalyptik, Geschichte und Interpretation der Johannes-Offenbarung,
Buch- bzw. Rollenmedium in der Antike und in der Johannesoffenbarung. Er ist Mitglied des Vorstands (comitato di direzione) der Zeitschrift Cristianesimo nella Storia (Bologna), der Arbeitsgemeinschaft katholischer Neutestamentlerinnen und Neutestamentler (AKN) und des Studiorum Novi Testamenti Societas (SNTS).

## Schriften (Auswahl)

### Publikationen in Buchform
- Zwischen Arm und Reich. Das lukanische Doppelwerk in leserorientierter und textpragmatischer Perspektive (= Forschung zur Bibel. Band 107). Echter, Würzburg 2005, ISBN 3-429-02741-1 (zugleich Dissertation, Gregoriana 2004).
- als Herausgeber mit Georg Steins und Florian Schuller: Am Ende der Tage. Apokalyptische Bilder in Bibel, Kunst, Musik und Literatur. Pustet, Regensburg 2011, ISBN 978-3-7917-2386-0.
- als Herausgeber mit Nicole Hennecke: Vision und Wirklichkeit. Spiegelungen im theologischen Fächerkanon. morgenroth media, München 2013, ISBN 3-941425-50-1.
- mit Johannes Brantl, Mirijam Schaeidt und Werner Schüßler: Das Gebet „die Intimität der Transzendenz“. Echter, Würzburg 2014, ISBN 978-3-429-03699-7.
- Buch und Offenbarung. Medien und Medialität der Johannesapokalypse (= Herders Biblische Studien. Band 75). Herder, Freiburg im Breisgau 2014, ISBN 3-451-31275-1 (zugleich Habilitationsschrift, München 2013).
- als Herausgeber mit Natalie Uder: Wittlich trialogisch (= Machbarot. Hefte des Emil-Frank-Instituts. Band 4). Paulinus, Trier 2016, ISBN 978-3-7902-1653-0.
- mit Johannes Schelhas, Mirijam Schaeidt und Werner Schüßler: Glaube und Zweifel. Das Dilemma des Menschseins. Echter, Würzburg 2016, ISBN 3-429-03969-X.
- Siehe, ich mache alles neu. Schöpfung im Neuen Testament. Herder, Freiburg 2022, ISBN 978-3-451-39180-4.
- Die Offenbarung des Johannes aus dem Urtext übersetzt und kommentiert von Hans-Georg Gradl, herausgegeben von Anneliese Hecht, Bibelwerk, Stuttgart 2022, ISBN 978-3-948219-97-0.

### Zeitschriftenbeiträge
- Er ist uns vorausgegangen (Joh 10,1-10) – 4. Sonntag der Osterzeit, in: PUK, 162. Jahrgang, Heft 3, 2023, S. 327–329.

## TV-Auftritte (Auswahl)
- 2010: Die Offenbarung des Johannes – Rätseltext und Trostbuch, 30 min, ARD alpha.
- 2012: Der Mann aus Galiläa, 45 min, ARD alpha.
- 2012: Neues aus der Jesusforschung, 45 min, ARD alpha.
- 2014: Auferstehung – das unsagbare Ereignis?, 45 min, ARD alpha.
- 2015: Johannes ist anders, 45 min, ARD alpha.
- 2016: Paulus und die Korinther, 45 min, ARD alpha.